# الصاحب بن عباد
أَبُو ٱلْقَاسِمِ، إِسْمَاعِيلُ بْنُ عَبَّادِ بْنِ عَبَّاسِ بْنِ عَبَّادِ بْنِ أَحْمَدَ بْنِ إِِدْرِيسَ ٱلْقَزْوِينِيُّ، ٱلطَّالَقَانِيُّ، ٱلْإِصْفَهَانِيُّ، المعروف بالصاحبِ بْنِ عَبَّاد و"كافي الكفاة"،  كان من كبار علماء  الشيعة الإمامية الاثنَيْ عشَرية وأدبائهم، في علومٍ شتَّىٰ: كالحكمة، والطب، والمنطق، وكان محدثًا ثقة، شاعرًا مبدعًا، وأحد أعيان العصر البويهي. وكان وزيرًا، ومن نوادر الوزراء الذين غلب عليهم العلم والأدب. 

## مولده
ولد باصطخر، وقيل بالطالقان في السادس عشر من ذي القعدة سنة 326 هـ، وقيل سنة 324 هـ، وكان أصله من شيراز، وقيل من الري[ ؟ ]، وقيل من أصفهان.

## حياته
استكتبه ابن العميد، ثم استوزره الملك مؤيد الدولة بن بويه البويهي، ثم فخر الدولة شاهنشاه البويهي. تصدر للوزارة بعد ابن العميد سنة 367 هـ.

## من أساتذته
حدث وأخذ الأدب عن جماعة أمثال: عبد الله بن جعفر بن فارس، وأحمد بن كامل بن شجرة، وابن العميد وغيرهم.

## تلامذته
روى عنه أبو الطيب الطبري، وأبو بكر بن المقرئ، وأبو بكر بن أبي علي الذكواني وبندار الرازي وغيرهم.

## ما قيل فيه
- قال الثعالبي: «ليست تحضرني عبارة أرضاها للإفصاح عن عُلُوِّ مَحَلِّه في العلم والأدب وجلالة شأنه في الجود والكرم، هو صدر المشرق، وتاريخ المجد، وغُرَّة الزمان، وينبوع العدل والإحسان».
- وقال السمعاني: «الوزير المعروف بالصاحب اشتُهِرَ ذكره وشعره ومجموعاته في النظم والنثر في الآفاق، فاستغنينا عن شرح ذلك».
- وقال ابن خلكان: «كان نادرة الدهر، وأعجوبة العصر، في فضائله ومكارمه».
- وقال الطريحي: «جمع الصاحب بين الشعر والكتابة، وفاق فيها أقرانه. الصاحب بن عباد عالم، فاضل ماهر، شاعر أديب، محقق متكلم، عظيم الشأن جليل القدر في العلم والأدب والدِّين والدنيا».

## اشتهر في
كان أحد كتاب الدواوين الأربع. وكان فصيحًا، سريع البديهة، كثير المحفوظات، مُفَوَّهًا، محققًا، نحويًا، لغويًا، ولجلالة قدرهِ وعظيم شأنه مدحه خمسمِائة شاعر، ولأجله ألف أبو منصور الثعالبي كتاب يتيمة الدهر، وابن بابويه كتاب عيون أخبار الرضا. «كان أول من سمي بالصاحب من الوزراء لأنه صحب الملك مؤيد الدولة البويهي من الصبا، فسماه بالصاحب فلقب به، وكان أبوه وجدُّه من الوزراء، فنشأ في بيت فضل وعلم ووزارة وجلالة ووجاهة».

## له مؤلفات وآثار عدّة منها
- المحيط في اللغة
- الكشف عن مساوئ المتنبي
- ديوان رسائل
- ديوان شعر
- عنوان المعارف في التاريخ
- الوزراء
- أسماء الله وصفاته
- جوهرة الجمهرة
- الأعياد
- الإمامة
- الإبانة عن الإمامة
- الوقف والابتداء
- الفصول المهذبة
- الشواهد
- القضاء والقدر
- الأمثال السائرة من شعر المتنبي

## وفاته
توفي بالري في الرابع والعشرين من صفر سنة 385 هـ، ونقل جثمانه إلى أصفهان ودفن بها في باب دريه. رثاه الشريف الرضي بعد وفاته بقصيدة مطولة.